# Dnepro-Braginskoje Vodochranilisjtje
Dniaproŭska-Brahinskaje vadaschovišča (vitryska: Дняпроўска-Брагінскае вадасховішча) är en reservoar i Belarus.   Den ligger i voblasten Homels voblast, i den sydöstra delen av landet, 290 km sydost om huvudstaden Minsk. Dniaproŭska-Brahinskaje vadaschovišča ligger 130 meter över havet. Arean är 8,7 kvadratkilometer. Den sträcker sig 4,4 kilometer i nord-sydlig riktning, och 3,1 kilometer i öst-västlig riktning.
I omgivningarna runt Dniaproŭska-Brahinskaje vadaschovišča växer i huvudsak blandskog. Runt Dniaproŭska-Brahinskaje vadaschovišča är det glesbefolkat, med 15 invånare per kvadratkilometer.